# Mouvement construire
Le Mouvement construire (abrégé en MC25), également connu simplement sous le nom de « Construire », est un parti politique équatorien, fondé en 2004 sous le nom de Ruptura 25. Classé au centre de l'échiquier politique, il prend son nom actuel en 2020.